# Ralbitz-Rosenthal
Ralbitz-Rosenthal är en kommun och ort i Landkreis Bautzen i förbundslandet Sachsen i Tyskland. Kommunen har cirka 1 700 invånare.
Kommunen ingår i förvaltningsområdet Am Klosterwasser tillsammans med kommunerna Crostwitz, Nebelschütz, Panschwitz-Kuckau och Räckelwitz.